# طلحة بن داوود الحضرمي
طلحة بن داوود الحضرمي  والي مكة أيام سليمان بن عبد الملك ، عزل طلحة عن مكة، وكان عمله عليها ستة أشهر.